# M38
M38 (NGC 1912) е кълбовиден звезден куп, разположен по посока на съзвездието Колар. Открит е от Джовани Батиста Ходейра през 1654 г., и след това, независимо от него, преоткрит от Льо Жантий през 1749 г.
Намира се на около 1700 св.г. от Земята, а линейният му диаметър е 25 св.г.. Възрастта му се оценява на 20 млн. г., а повечето звезди са от спектрален клас G0 и с видима звездна величина +7.9.